# Jukihiro Macumoto
Jukihiro Macumoto (hiraganom: まつもとゆきひろ, kanđijem: 松本行弘 Matsumoto Yukihiro)? je japanski računalni programer, najpoznatiji po svojoj kreaciji programskog jezika Ruby i njemu pripadnog programa - interpretera (Matz's Ruby Interpreter (MRI)).

## Životopis
Jukihiro Macumoto, zvan Matz, rođen je 14.travnja 1965. godine u prefekturi Osaka, zapadnom dijelu japanskog otoka Honshū. Do kraja srednje škole samostalno je učio i vježbao programirati, a nakon diplomiranja informacijske znanosti na Sveučilištu Tsukuba, posvetio se istraživačkim odjelima koji se bave programskim jezicima i compilerima (programi prevoditelji).
Osim spomenutog "trademark-a", Matz je kreirao još nekoliko open source programa, među kojima valja spomenuti Cmail, emacs-baziran korisnički e-mail klijent, u potpunosti napisan u emacs Lisp programskom jeziku.
Od 2006. radi kao voditelj istraživačkog i razvojnog odjela u NetLab-u (Network Applied Communication Laboratory), japanskoj open source kompaniji koja je specijalizirana za integriranje sustava, a smješten je u prefekturi Shimane.

## Ruby
24. veljače 1993. započeo je svoj projekt stvaranja objektno-orijentiranog programskog jezika Ruby, koji je velikim dijelom bio nadahnut mnogim srodnim jezicima, posebice autoru omiljenima: Ada, Eiffel, Lisp, Perl, Python, Smalltalk i mnogi drugi. Ono što ističe Ruby od mnoštva programskih jezika je naglašena jednostavnost i nadasve prirodnost, koja uvelike olakšava algoritamsko razmišljanje i skraćuje vrijeme pisanja koda, na radost programera.
Kao što je i sam Matz izjavio, Ruby je naizgled vrlo jednostavan i običan, no ustvari je vrlo kompleksan i moćan, upravo ono što je i sam čovjek, tj. ljudsko tijelo, a također ističe da mu je cilj bio stvoriti jezik koji će što više moguće odražavati (ljudski) život, što se primjećuje pri samoj konstrukciji naredbi tj. pisanju koda koji zvuči nevjerojatno realistično, lako je prepoznatljiv i asocira na uobičajeni ljudski (raz)govor.
Do kraja 1995. projekt Ruby je uspješno dovršen i lansiran u javnost, gdje je ubrzo bio prihvaćen od mnoštva, a od 2006. je pridobio sve veću publiku, kako u Japanu, tako i u cijelom svijetu, čime je taj programski jezik postao njegov prvi proizvod čija se popularnost protezala i van granica Japana.
Prema TIOBE indeksu  ↓1, koji mjeri popularnost i rast programskih jezika, Ruby je trenutno na 9. mjestu programskih jezika diljem svijeta! Ta popularnost se bez pogovora može pripisati raznom softveru napisanom u Ruby jeziku, gdje Ruby on Rails web framework drži glavno mjesto, zbog svoje raširenosti u brojnim internet stranicama, tj. aplikacijama, među kojima je društveni portal Facebook najpoznatiji.